# Фонд «Общественное мнение»
Фонд «Общественное мнение» — российская организация, занимающаяся проведением социологических исследований. Правовой статус — некоммерческая организация типа «общероссийский фонд».

## История
Создан в 1991 году в структуре ВЦИОМ, возглавляемого тогда Татьяной Заславской, как независимая общественная организация с целью привлечения в центр средств благотворительных фондов.
В середине 1992 Фонд вышел из состава ВЦИОМ и, оставаясь в статусе независимой некоммерческой организации, стал одной из ведущих социологических организаций России, выполняющих большой объём заказных и собственных исследований с использованием широкого спектра методов опроса.
В 1996 году Фонд стал базовой социологической организацией предвыборного штаба Б. Н. Ельцина. Аналогичную роль Фонд играл и в штабе В. В. Путина в 1999—2000 гг. и в 2004 г.
В 1998 году ФОМ прошел перерегистрацию по Закону РФ «О некоммерческих организациях».
В 2013 году на выборах мэра Москвы данные прогноза ФОМ значительно разошлись с результатами (рейтинг Сергея Собянина оказался завышенным, а его оппонентов, в числе которых свою кандидатуру выдвинул Алексей Навальный — заниженными). Президент Фонда Александр Ослон признал это расхождение, объяснив его единственной причиной — неявкой значительной части потенциальных избирателей Собянина; в качестве объяснения низкой явки он, в свою очередь предложил гипотезу о том, что в день выборов многие из них предпочли работу на дачах. Ослон также пообещал в будущем сделать модели прогнозов более открытыми и интерактивными, чтобы желающие могли варьировать свободные параметры в этих моделях и выбирать из множества полученных вариантов прогнозов те, которые им понравятся.

## Описание организации
Основным заказчиком и потребителем результатов исследований Фонда является Администрация Президента РФ.
Другими крупными заказчиками Фонда в разное время были Правительство РФ, ЦБ РФ, МОСТ-Банк, Газпром, ВАЗ, ОРТ, ВГТРК, НТВ, НТВ+, ЮКОС, Интеррос, Видео Интернешнл, Интерфакс, РИА «Вести», Российская Ассоциация Маркетинга, а также десятки других российских государственных, коммерческих, финансовых, рекламных и информационных структур.
Фонд получил известность и за рубежом, выполняя работы для USIA, ROPER STARCH, BBC, Стэнфордского университета, Фонда «Евразия», посольств различных стран в России и др.
Фонд имеет около 80 сотрудников, около 500 работников региональных центров, около 1500 интервьюеров.
Региональная сеть — дочерние организации и долговременные партнёры в большинстве субъектов РФ.
Фонд неоднократно выступал в российской и зарубежной печати с публикациями, освещающими результаты опросов населения и методические вопросы проведения социологических исследований. Одним из важных проектов ФОМа является комплексный исследовательский проект «Люди-XXI».
Президент Фонда — Александр Ослон.